# JR京濱東北線脫軌事故
JR京濱東北線脫軌事故（日语：京浜東北線脫線事故）是2014年（平成26年）2月23日凌晨，京濱東北線發生的一件出軌鐵道事故。一列10節車廂的E233系电客车和同一軌道上的工程車相撞，电客车前兩節車廂脫軌翻覆，而列車車長和第一節車廂的司機均受輕傷。

## 脫軌列車
該列車是一列10輛編成的E233系1000番台的ウラ177編成由櫻木町站開往蒲田站的回廠列車，車號：2402A。出軌的列車是（第一卡，10號車）及（第二卡，9號車）

## 事故經過
當時司機進入了作為轉運站的川崎站，並以約65km/h的速度行駛。由於在前面的軌道上發現了用於建築工程的鐵路運輸車，所以他立刻緊急制動時並鳴笛，但時間不及，最終相撞。
列車的第一卡和第二卡脫軌，第一輛車向左滾動，第二輛車向左傾斜。
兩名車上人員均受傷。幸好列車是回廠車，因此車上沒有乘客。

## 影響
列車的前方兩節車廂，橫倒在軌道上，列車差不多要衝出護欄，車體嚴重變形，擋風玻璃佈滿裂痕。
事故後，蒲田站到鶴見站之間的列車服務停駛整整一天，由於搶修工作需要暫時切斷電車線的電力，也令行經川崎站的東海道線、南武線受到影響。
24日凌晨，脫軌車輛被移到側線留置，並於當日恢復正常行車。

## 原因
JR東日本表示，當時工程車是為了搬運車站整修用的建材，卻在預定施工的時間之前，就搶先停放在軌道上，才會造成這次事故。

## 廢車
涉事列車於2016年12月註銷車籍，除了9、10號車（毀損最嚴重的兩節車廂，現放於事故歷史博物館）外全數解體。
這列是E233系的第二輛報廢列車。此外，JR東日本於2018年10月3日宣布，把出軌那兩卡列車及被撞毁的工程車放進事故歷史博物館，並模擬意外發生時的情景。

## 相關事項
- 2008年膠濟鐵路列車撞人事故：同樣是工程人員於預定施工的時間之前就進入主線造成的事故